# Paul Hambruch
Paul Hambruch, né le 22 novembre 1882 à Hambourg et mort le 25 juin 1933 à Hambourg, est un ethnologue et conservateur de musée allemand.

## Biographie
Hambruch a grandi à Hambourg, où il fréquenta l'école d'érudition Saint-Jean. Il a étudié la chimie et les mathématiques à Göttingen et l'anthropologie, l'ethnologie et la géographie à Berlin auprès de Ferdinand von Richthofen et Felix von Luschan. En 1907 il est nommé à Berlin pour s'occuper de la collection de Franz Emil Hellwig (de) du Museum für Völkerkunde Hamburg (musée d'ethnologie de Hambourg) acquise en 1904.
De 1908 à 1910 il participe avec Augustin Kraemer à l'Expédition hambourgeoise des mers du Sud organisée par le musée, sous la direction de Georg Thilenius (de), directeur du musée d'ethnologie de Hambourg (de). Durant ce voyage scientifique il travaille sur le site archéologie de Nan Madol (ses recherches demeurent une base pour les travaux actuels).
Plus tard, il collabora au musée d'ethnologie de Hambourg (de) et directeur de sa section Mers du Sud.
Il devint professeur extraordinaire d'ethnologie à l'Université de Hambourg.

## Sélection d'œuvres
- Nauru. Ergebnisse der Südsee-Expedition, 1908–1910. II, Ethnographie: B. Mikronesien, Bd. 1: 1-2. Friederichsen, Hamburg 1914–15.
- Ponape. Ergebnisse der Südsee-Expedition, 1908–1910. II, Ethnographie: B. Mikronesien, Bd. 7: 1-3. Friederichsen, Hamburg 1932–36.
- Das Wesen der Kulturkreislehre. Zum Streite um Leo Frobenius. Asmus, Hamburg 1924.
- Oceanische Rindenstoffe. Stalling, Oldenburg 1926.
- Die Irrtümer und Phantasien des Herrn Prof. Dr. Herman Wirth, Marburg, Verfasser von „Der Aufgang der Menschheit“ und „Was heisst deutsch?“ Deutscher Polizei-Verlag, Lübeck 1931.
- Polowat, Hok und Satowal. Halbband 2 von: Inseln um Truk (Centralkarolinen Ost). Friederichsen, de Gruyter, Hamburg 1935.
- Ifaluk, Aurepik, Faraulip, Sorol, Mogemog. Halbband 2 von: August Krämer: Zentralkarolinen. Friederichsen, de Gruyter, Hamburg 1938.

Herausgeberschaften (Auswahl):
- James F. O'Connell: Elf Jahre in Australien und auf der Insel Ponape. Erlebnisse eines irischen Matrasen in den Jahren 1822-1833. Scherl, Berlin (1930). Engl. Titel: A residence of eleven years in New Holland and the Caroline Islands.
- Südsee-Märchen. 2. Aufl. Diederichs, München 1990,  (ISBN 3-424-00643-2) (Die Märchen der Weltliteratur). Erstausgabe 1916.
- Faraulip. Liebeslegenden aus der Südsee. Lübbe, Bergisch Gladbach 1983,  (ISBN 3-404-10277-0) (Bastei-Lübbe. Bd. 10277). Erstausgabe 1924.
- Malaiische Märchen. Aus Madagaskar und Insulinde. Diederichs, Jena 1922 (Die Märchen der Weltliteratur).